# 吉武嘉善
吉武 嘉善（よしたけ かぜん、1912年(大正元年)9月22日 - 没年月日不明)は日本の経済学者、(証券市場論)。元八幡大学学長。熊本県人吉市出身。

## 経歴
- 1932年 旧制第五高等学校文科甲類卒業。
- 1935年 東京帝国大学経済学部商業学科卒業[1]。大和生命保険入社。
- 1940年 日華事変応召後、黒崎窯業入社。
- 1943年 南方方面派遣。
- 1947年 戸畑専門学校就任。(商業概論)。
- 1950年 八幡大学法学部講師就任。以後助教授、教授を歴任。(工場経営論)。
- 1977年 八幡大学第七代目学長に就任[1]。
- 1979年 学長退任後、社会文化研究所所長就任。
- 1987年 名誉教授授与。

## 略歴
東大では大陸式簿記論、高等商業数学の勉学に専念。小寺奨学懸賞論文に応募し『金本位制の将来』の論文で入選した。大和生命保険社員時代も『保険の本質について』の論文を生命保険協会雑誌に発表した。昭和18年黒崎窯業社員時代、マレイ、スマトラに南方方面派遣され英国系三煉瓦工場の建設と経営を任されボーキサイト煉瓦の製造に成功した。終戦帰国後、戸畑専門学校に奉職。八幡大学では経営経済学科の重鎮教授としての存在であった。法経学部長就任後学長に就任した。

## 論文
吉武嘉善>